# 高橋春美
高橋春美（日语：／ Takahashi Harumi，1954年1月6日—），日本產經官僚、女性政治人物。曾任北海道知事。
她的本姓為新田，生於富山縣富山市，婚後改姓高橋。2003年、受到自民党支援當選為道知事。富山縣立富山中部高等學校、一橋大學經濟學部畢業。祖父為曾任兩屆富山縣知事的高辻武邦。父親為日本海瓦斯社長インテック創業者新田嗣治朗。胞弟為日本海瓦斯社長、前日本青年會議所會頭、富山縣知事新田八朗。
2019年4月22日卸任北海道知事，同年7月當選參議員。

## 外部連結
- 高橋はるみ公式サイト （页面存档备份，存于）
- 北海道のお米（知事出演のCM）

| 官衔          | 官衔                                  | 官衔            |
| ------------- | ------------------------------------- | --------------- |
| 前任： 堀達也 | 北海道知事 公選第15-18代：2003 - 2019 | 繼任： 鈴木直道 |